# Maurício Freitas
Maurício, właśc. Maurício Freitas (ur. 6 grudnia 1939 w Rio de Janeiro) – piłkarz brazylijski, występujący na pozycji środkowego obrońcy.

## Kariera klubowa
Maurício występował w Olarii Rio de Janeiro.

## Kariera reprezentacyjna
W 1959 roku Maurício uczestniczył w Igrzyskach Panamerykańskich, na których Brazylia zajęła drugie miejsce. Maurício na turnieju w Chicago był rezerwowym i nie wystąpił w żadnym meczu. W 1959 i 1960 roku uczestniczył w eliminacjach Igrzysk Olimpijskich w Rzymie.